# Cheiracanthium abbreviatum
Cheiracanthium abbreviatum är en spindelart som beskrevs av Simon 1878. Cheiracanthium abbreviatum ingår i släktet Cheiracanthium och familjen sporrspindlar. Inga underarter finns listade i Catalogue of Life.